# À la claire fontaine
À la claire fontaine (dt. An der klaren Quelle) ist ein französisches Volkslied, das auf ein anonymes Gedicht aus dem 18. Jahrhundert zurückgeht. Das Lied ist in Frankreich und im frankophonen Teil Kanadas, insbesondere in der Provinz Québec, sehr populär. Es war die erste Nationalhymne Neufrankreichs. Es existieren zahlreiche unterschiedliche Versionen des Liedes, das auch als Kinderlied gilt.

## Inhalt
In seiner heute bekanntesten Form handelt À la claire fontaine von einem nicht näher bezeichneten Mann, der seiner aufgrund einer Bagatelle verlorenen Liebe nachtrauert und hofft, sie möge wieder zu ihm zurückkehren (« Pour un bouquet de roses / Que je lui refusai », Wegen eines Straußes Rosen, den ich ihr verweigerte).

## Text der bekanntesten Version
À la claire fontaine

M’en allant promener

J’ai trouvé l’eau si belle

Que je m’y suis baigné.

Il y a longtemps que je t’aime

Jamais je ne t’oublierai.

  

Sous les feuilles d’un chêne

Je me suis fait sécher

Sur la plus haute branche

Un rossignol chantait.

Il y a longtemps que je t’aime

Jamais je ne t’oublierai.

Chante, rossignol, chante

Toi qui as le cœur gai

Tu as le cœur à rire

Moi, je l’ai à pleurer.

Il y a longtemps que je t’aime

Jamais je ne t’oublierai.

J’ai perdu mon amie

Sans l'avoir mérité

Pour un bouquet de roses

Que je lui refusai.

Il y a longtemps que je t’aime

Jamais je ne t’oublierai.

Je voudrais que la rose

Fût encore au rosier

Et que ma douce amie

Fût encore à m’aimer.

Il y a longtemps que je t’aime

Jamais je ne t’oublierai.

## Rezeption
Das Lied ist auch unter dem Refrain « Il y a longtemps que je t’aime, jamais je ne t’oublierai. » (Ich liebe Dich schon so lange, nie werde ich Dich vergessen. oder Schon seit so langer Zeit liebe ich Dich. Ich werde Dich nie vergessen.) sehr bekannt. Es wurde von zahlreichen Sängern und Musikern interpretiert und ist in drei Kinofilmen zu hören: am Ende des 2006 entstandenen US-Films Der bunte Schleier, sowie im 2008 gedrehten französischen Film So viele Jahre liebe ich dich, dessen Originaltitel « Il y a longtemps que je t'aime » aus der ersten Zeile des Refrains stammt. Im Film The French Dispatch von Wes Anderson singt im Abschnitt „The Private Dining Room of the Police Commissioner“ der entführte Sohn des Kommissars das Lied. 